# Anna Lilliehöök
Anna Ebba Ingegerd Lilliehöök, född Benckert 19 februari 1947 i Örgryte församling i Göteborg, är en svensk politiker (moderat). Hon var ordinarie riksdagsledamot 1998–2010, invald för Stockholms kommuns valkrets.
I riksdagen var hon ledamot i försvarsutskottet 1998–2002, socialförsäkringsutskottet 2002–2006 och finansutskottet 2006–2010. Hon var även suppleant i bostadsutskottet, sammansatta utrikes- och försvarsutskottet, skatteutskottet, utrikesutskottet och Europarådets svenska delegation.
Under åren 1992–1994 var hon landstingsråd i Stockholms läns landsting.  Hon är civilekonom.